# Reinhard Orczewski
Reinhard Orczewski (* 3. Mai 1938 in Lauchhammer) ist ein deutscher Politiker (CDU).
Orczewski ist von Beruf Ingenieur. Er ist Mitglied der IG Metall. Er wurde 1965 Mitglied der CDU der DDR. Von 1990 bis 1994 saß er für die CDU im brandenburgischen Landtag. Er wurde im Wahlkreis Senftenberg I direkt gewählt.